# 马秋华
馬秋華（1958年1月5日—），中國著名女中音歌唱家、聲樂教育家，中國音樂學院聲樂歌劇系教授。中國民族聲樂藝術研究會會長、中國音協藝術教育委員會副主任、中國聲樂家協會執行主席，全國文聯委員、解放軍藝術學院兼職教授。